# Chaetocercus
Chaetocercus là một chi chim trong họ Chim ruồi.

## Các loài
Chi này gồm 6 loài:
- Chaetocercus astreans
- Chaetocercus berlepschi
- Chaetocercus bombus
- Chaetocercus heliodor
- Chaetocercus jourdanii
- Chaetocercus mulsant